# Lucía Abello
Lucía Abello Abello (siglo XX) es una bibiotecaria y botánica chilena. Se ha encargado de explorar, investigar, documentar y difundir la flora nativa en su región y de su país, así como sus usos tradicionales a través de la fotografía y publicaciones bibliográficas. También se ha encargado de promover la lectura desde la biblioteca pública con un enfoque de respeto por el ambiente.

## Bibliotecas y ambiente
Tanto en Doñihue, donde fue directora de la Biblioteca Pública Municipal, como en Los Ríos (Chile) donde trabaja como coordinadora regional desde enero de 2020, se ha venido gestando un tipo especial de desarrollo en las capacidades informacionales de lectores y usuarios del sistema de bibliotecas, particularmente por el impulso que ha marcado la Agenda 2030 de Naciones Unidas, donde varios de los Objetivos de Desarrollo Sostenible inciden en la protección del ambiente. Este tipo de bibliotecología, desarrollada por Abello, es particular en Latinoamérica y se torna relevante para conocer y valorar la biodiversidad haciendo un cruce con la lectura y la ciencia y los efectos del cambio climático.
Su formación como bibliotecóloga y licenciada en tecnología de la Información le ha permitido combinar el uso de Internet y redes sociales para difundir sus hallazgos en espacios como Flickr. Su formación en gestión de proyectos culturales y en promoción de la lectura influencian proyectos como el proyecto Jardín para las lecturas.
Además fue bibliotecaria de la Biblioteca de la Escuela Agrícola San Vicente, en la región de O’Higgins.

## Premios y distinciones

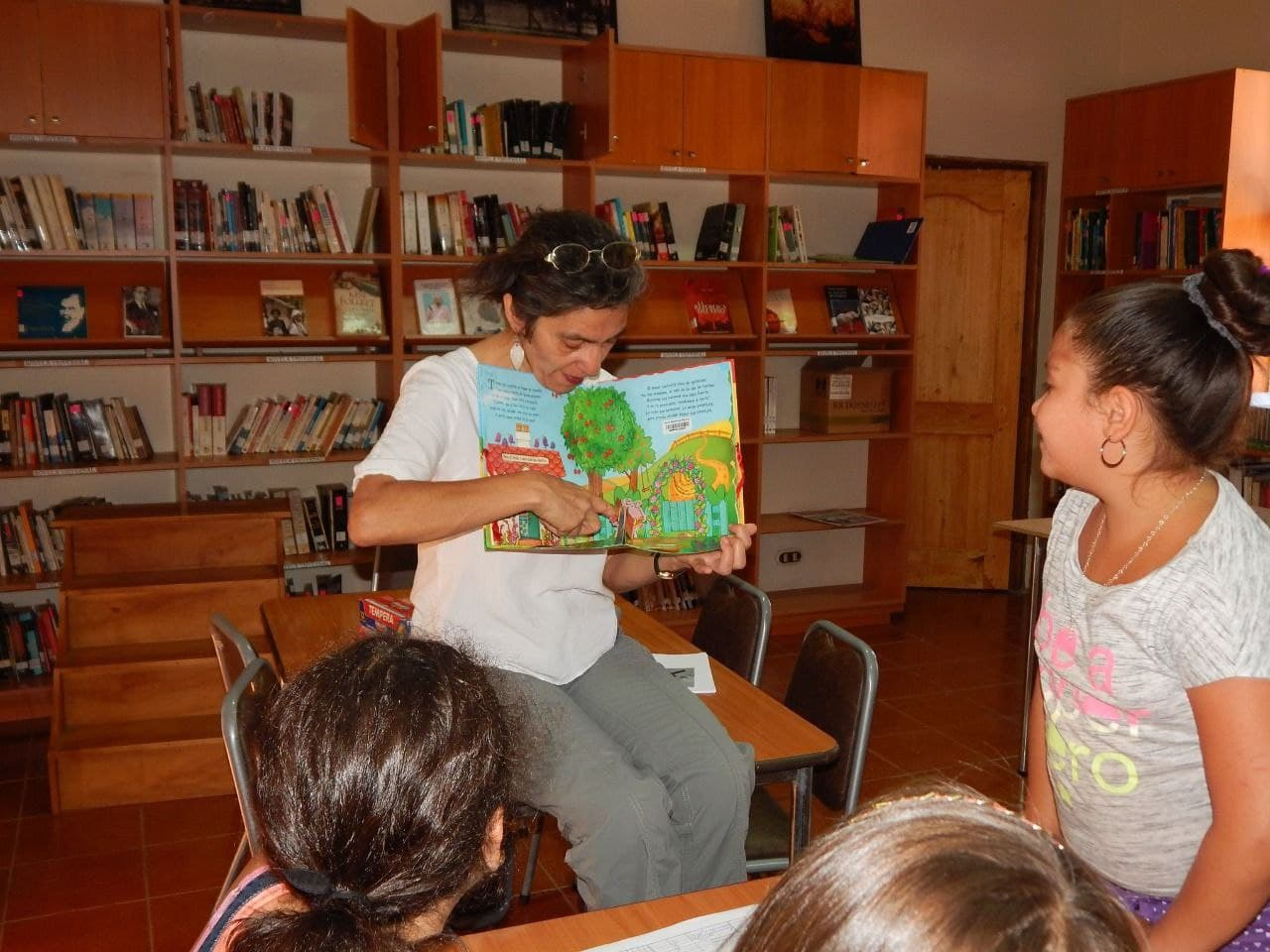
Lucía Abello realizando talleres de lectura en la biblioteca pública

- Premio al Mérito. Ilustre Municipalidad de Doñihue a su destacada labor profesional (1995).
- Centro de Recursos para el Aprendizaje del Liceo Claudio Arrau León de Doñihue: Por su constante apoyo al alumnado en su labor como bibliotecóloga (2003).
- Beca para pasantía en Fundación Germán Sánchez Ruipérez, Salamanca, España otorgada por el Fondo del Libro del Consejo Nacional de la Cultura y Las Artes (2004).
- El Consejo Regional de la Cultura y Las Artes rinde homenaje a los integrantes del Directorio Regional, pilares fundamentales de la nueva institucionalidad cultural (2007).
- Premio Bibliotecaria Destacada por el Colegio de Bibliotecarios de Chile, 2012[5][11]
- Escuela Agrícola San Vicente de Paul, Quimávida, Coltauco: Por su valioso aporte a la educación de nuestros alumnos (2013).
- Ilustre Municipalidad de Doñihue en Agradecimiento por sus 20 años de labor en la educación de la comuna (2014).
- Colegio de Bibliotecólogos del Perú. Incorporación como Miembro Honorario (2014).[12]
- Seleccionada para integrar el Programa de Formación Internacional Network of Emerging Library Innovators (INELI- Iberoamérica), que se implementó en 10 países de Iberoamérica por el CERLALC, en asociación con la Fundación Germán Sánchez Ruipérez y la Fundación Bill y Melinda Gates.[5]
- Seleccionada por el Colegio de Bibliotecarios de Chile para ser capacitadora del International Advocacy Programme (IAP - IFLA LAC – ODS y Agenda 2030 (2016).[5]
- Premio FILSA 2022 por su trabajo en el fomento del libro y la lectura[13]

## Publicaciones

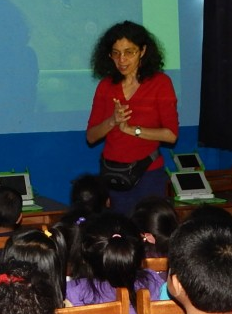
Lucía Abello en taller de lectura en Lima (Perú)

Abello Abello, Lucía (2017) Curso de formación de Ecoguías en la comuna de Doñihue: Explorando otras formas de lecturas que aportan a los ODS de Agenda 2030, desde la Biblioteca Pública Municipal de Doñihue, Chile. Ponencia presentada en: IFLA WLIC 2017 – Wrocław, Poland – Libraries. Solidarity. Society. in Session 139 - Division V - Regions.
Abello Abello, Lucía y Reyes Muñoz, Josefina (2017) Mapa de situación parcial de las bibliotecas en Chile y cómo contribuyen a la agenda 2030 a través de Buenas Prácticas Bibliotecarias (BPB). Ponencia presentada en: IFLA WLIC 2017 – Wrocław, Poland – Libraries. Solidarity. Society. in Session 161 - Latin America and the Caribbean.
Abello Abello, Lucía (2011) Educación Ambiental desde la Biblioteca Pública: una necesidad imperiosa. 109 — Sustainable innovation and green information for all — Environmental Sustainability and Libraries Special Interest Group. Ponencia presentada en: IFLA WLIC 2011
Ricci, Marcia y Abello Abello, Lucía (2012). Joyas de Doñihue y la Reserva Nacional Roblería del Cobre de Loncha. 
Abello Abello, Lucía El rol de las bibliotecas y los profesionales de la información en relación al consumo cultural: Una breve reflexión. Biblios, 2006, n. 24
Abello Abello, Lucía La biblioteca pública: un agente de inclusión socio cultural. La experiencia de la Biblioteca Pública Municipal de Doñihue., 2006 . En: 1er Congreso Nacional de Bibliotecas Públicas, Santiago (Chile), 8-10 Nov 2006.
Plantas Trepadoras, Epífitas y Parásitas Nativas de Chile. Guía de campo / Alicia Marticorena, Diego Alarcón, Lucía Abello y Cristian Atala (2010). Concepción, Corma.
Plantas silvestres comestibles y medicinales de Chile y otras partes del mundo (2017) / Sebastián Cordero, Lucía Abello y Francisca Gálvez. Concepción, Corma.
Espacios para la creación: modelo para generar espacios de creación en tu biblioteca (2018)
/ Lucía Irene Abello Abello (Chile), Víctor Hugo Paz Juárez (Guatemala), Rafael Ruiz Pérez (España) e Isabel Inês Veiga Vila (Portugal)
Bibliotecas, Objetivos de desarrollo sostenible (ODS) y Agenda 2030 de ONU: Breve selección de Buenas Prácticas Bibliotecarias de Chile (2019) / Comisión IFLA Colegio de Bibliotecarios de Chile (Lucía Abello, Josefina Reyes, Claudia Cuevas, María Angélica Fuentes).
Cordero, Sebastián, Francisca Gálvez y Lucía Abello. (2021). Usos tradicionales de la flora de Chile Volumen I: Nativas. Valparaíso: Planeta de Papel.
Participó como coautora del capítulo de flora en la publicación Atlas ilustrado del humedal de Cáhuil, junto al Dr. Diego Alarcón y la Dra. Marcia Ricci (páginas 44-51)